# サイバー犯罪条約 (2024年)
国連サイバー犯罪条約（ハノイ条約）（こくれんサイバーはんざいじょうやく、United Nations Convention against Cybercrime。通称、新サイバー犯罪条約）は、2024年12月の国連総会で採択された、国際的なサイバー犯罪に対策することを掲げて発案された条約。ロシアと中華人民共和国が主導しており、さまざまな人権侵害が懸念されている。

## 歴史
元々、サイバー犯罪を取り締まる条約として2001年に採択されたサイバー犯罪条約が存在しているが、この条約について、ロシアは西側諸国による不完全な条約であり、新たな条約の策定が必要であると主張していた。そして2017年にロシアによって新しい条約が初めて提案された。2021年5月26日に、2023年までに新サイバー犯罪条約の草案を取りまとめる決議案が国連総会で採択され、2022年にウィーンで交渉が始まった。当初の決議案はロシアと赤道ギニアが共同提出していた。
ロシアやグローバルサウスは条約を通じてインターネット上の活動に広範な制限を課すことに積極的であり、サイバー犯罪の被害が拡大している多くの途上国に技術協力するとして賛同を求める一方、欧米諸国は表現の自由への制限を危惧して慎重な姿勢を示し、交渉は難航していた。
2024年8月8日に交渉が終わり、同年12月24日に採択された。8月8日の採決の直前には、ロシアやベネズエラなどの同調を背景にイランが人権保護規定などの7条項を削除する提案をしたが、否決された。2025年10月25日にベトナムのハノイで署名され、その後各国が国内手続として批准して締約国となっていき、40ヶ国目の締約国が生じてから90日後に発効する予定となっている。
外務省によると、日本はこの条約の締約の是非を関係省庁と検討中である。

## 内容
締約国に、不正アクセスなどのサイバー犯罪を取り締まる国内法を整備することを要請している。具体的には、国内法に基づき最低4年の懲役刑に処せられる犯罪と定義される「重大犯罪」について、電子証拠を収集し、外国当局と共有することを義務付けるものである。また、発展途上国への技術支援についても定めている。

### 第14条
2024年5月25日、児童性的虐待について規定された本条約の第14条について、OHCHR（国連人権高等弁務官事務所）は、『Human rights and the draft Cybercrime Convention（人権とサイバー犯罪条約草案）』と題する報告書を公表した。
本報告書のP5では、「コンテンツ（第14条 2項）の犯罪化には、たとえば、架空の個人を描写した正当な芸術・文学表現や、子どもの性的虐待の事件に関するニュース報道または歴史的研究も含まれかねない。規定の厳密さを向上させ、または十分な例外を設けないかぎり、本条は、報道的・科学的・芸術的表現物の不当な検閲を可能にするおそれがある」と批判した。
その上で第14条2項に「明らかに芸術的、教育的、または科学的性格を有し、18歳未満の者が関与していない資料は、第14条 1項から免除されるものとする」という、条項を追加するよう提言した。
2022年5月から開催された第2回アドホック委員会交渉会合では、オーストラリアが独自の『オンラインでの児童の性的虐待および搾取に関連する犯罪草案』を提出。
「児童虐待資料」という用語について、「子ども、または子どもを表現した人物が、性的な行為をしている、もしくは性的な行為をしている人物のそばにいるように見える、あるいはそのように示唆される内容を描写または記述したもの。性的目的による子どもの性的部分の表現。若しくは拷問、残虐、非人道的若しくは品位を傷つける取扱い、又は刑罰の犠牲者を描写し、又は記述する資料を含むもの」と定義することを要求した。
また、2023年2月の第4回アドホック委員会においては、中国がマンガやアニメといった架空のフィクションを明確に規制対象ととすべきと提案し、日本・米国・ノルウェーなどがこれに反対した。
2023年3月9日、第211回国会参議院内閣委員会にて、山田太郎参議院議員は、2022年11月に公表された新サイバー犯罪条約の統合交渉草案に、漫画やアニメ、小説や録音などの創作表現を児童ポルノとして処罰する内容が盛りまれているとし、日本の漫画、アニメ、ゲームが極めて危機的な状態に陥るのではないかと、質疑した。これに対し政府は、条約への議論に積極的に参加し、表現の自由や通信の秘密を含む人権や、基本的自由を不当に制限するような内容にならないよう、米国や欧州を始めとする諸国と協調して交渉に当たっていくと答弁した。
2023年4月3日、第211回国会参議院決算委員会にて、山田太郎参議院議員は、新サイバー犯罪条約による漫画やアニメへの規制で、表現の自由が失われ、日本の漫画、アニメ、ゲームが文化的にも産業的にも大きく後退せざるを得ない懸念があるとし、政府の交渉姿勢に対して質疑した。これに対し、岸田文雄内閣総理大臣や林芳正官房長官は、表現の自由等の人権や基本的自由の確保が不可欠であること。表現の自由や漫画やアニメ等の表現活動が不当に制限されることがないよう、条約交渉を進めていくと答弁した。
2024年6月7日、電子フロンティア財団は、新サイバー犯罪条約草案における、「第13条 オンラインでの児童性虐待素材」について、過度に広範で曖昧なコンテンツ関連犯罪も含まれていると指摘し、これらを条約草案から除外する必要があると主張した。
そして「児童性的虐待に該当する素材は『実写に限る』」という選択肢を残すかどうかの議論が行われた（いわゆる「14条 3項」）。第14条 3項は後述のとおり辛うじて残ったものの、本条約は草案のまま大きな変更なく採択された。
神奈川県弁護士会の堀新は、「小説も犯罪として禁止される危機が迫っている」と述べ、禁止に該当する可能性がある作品として村上春樹の『1Q84』、『海辺のカフカ』、大江健三郎の『セヴンティーン』を挙げた。堀は後述の第14条 3項を挙げ、この留保によって、フィクションや小説を条約の規制から除外することが必要だと述べた。第14条についてJCA-NET理事の小倉利丸は、「性的搾取などの取り締まりを口実にしたコンテンツの監視」であるとして懸念を表明した。憲法学者の志田陽子は、「いきなり犯罪とされるリスクを負うのはあまりに一方的で、表現の自由や受け手のプライバシーを侵害する恐れがあり、過度に広範な規定の下では萎縮を招きかねない」と危惧を示した 。
一方、本条約正文Article14 2には以下の通り書かれている。
本条における「児童の性的虐待又は児童の性的搾取に係る資料」とは、次のいずれかに該当する18歳未満の人物を描写、説明、または表現するものについて、視覚資料を含まなければならず、書面または音声コンテンツを含んでもよい。
(a)〜(b)省略
Article14 3には実在の人物に限定することを要求できるとも書かれているが、架空の人物を含むと記載されているわけではない。条約法(条約に関する国際法)である条約法に関するウィーン条約第31条では「条約は、文脈(同条約第31条によると正文、附属書、関係合意書等を指す言葉)によりかつその趣旨及び目的に照らして与えられる用語の通常の意味に従い、誠実に解釈するものとする」こととして、その正文、附属書、関係合意書等にない用語や意味の追加を禁じている。
また、本条約正文Article 63 2では紛争が当事国同士で解決できない場合は国際司法裁判所に付託できることとしている。

#### 第14条 3項
インドのアニメニュースサイト『Animehunch』は、この条約の第14条で規制対象とされる素材は、未成年者の性的行為を描写または記述したあらゆる素材を含むと広義に定義されていると述べ、第14条3項の留保条項によって、アニメや漫画のような非実在のコンテンツを、サイバー犯罪の対象から除外できると指摘している。
日本の参議院議員の山田太郎は批准にあたり、第14条を実在する人物の描写に限定する旨を定めた「留保規定」と呼ばれる第14条3項を活用することを求めている。なお第14条3項は、草案確定の直前である2024年8月に、イランとコンゴ民主共和国が削除を求めて動議を起こし、賛成51対反対94、棄権10で否決された。賛成国と反対国、棄権国は次の通りである。

#### 賛成
バーレーン
 バングラデシュ
 ベラルーシ
 ボツワナ
 ブルネイ
 ブルキナファソ
 ブルンジ
 カメルーン
 中央アフリカ
 中国
 北朝鮮
 コンゴ民主共和国
 ジブチ
 エクアドル
 エジプト
 エリトリア
 エチオピア
 ガンビア
 ガーナ
 イラン
 イラク
 ヨルダン
 ケニア
 クウェート
 リビア
 マレーシア
 マリ
 モーリタニア
 モロッコ
 ニカラグア
 ニジェール
 ナイジェリア
 オマーン
 パキスタン
 カタール
 ロシア
 サウジアラビア
 セネガル
 シエラレオネ
 南アフリカ共和国
 スーダン
 シリア
 チュニジア
 ウガンダ
 アラブ首長国連邦
 タンザニア
 ベネズエラ
 ベトナム
 イエメン
 ザンビア
 ジンバブエ

#### 反対
アルバニア
 アンドラ
 アンゴラ
 アンティグア・バーブーダ
 アルゼンチン
 アルメニア
 オーストラリア
 オーストリア
 バハマ
 バルバドス
 ベルギー
 ボリビア
 ボスニア・ヘルツェゴビナ
 ブラジル
 ブルガリア
 カーボベルデ
 カナダ
 チリ
 コロンビア
 コスタリカ
 コートジボワール
 クロアチア
 キプロス
 チェコ
 デンマーク
 ドミニカ共和国
 エルサルバドル
 エストニア
 フィジー
 フィンランド
 フランス
 ジョージア
 ドイツ
 ギリシャ
 グレナダ
 グアテマラ
 ガイアナ
 ハイチ
 ホンジュラス
 ハンガリー
 アイスランド
 インド
 アイルランド
 イスラエル
 イタリア
 ジャマイカ
 日本
 カザフスタン
 キリバス
 ラトビア
 レバノン
 リヒテンシュタイン
 リトアニア
 ルクセンブルク
 マラウイ
 マルタ
 モーリシャス
 メキシコ
 モナコ
 モンテネグロ
 モザンビーク
 ネパール
 オランダ
 ニュージーランド
 ノルウェー
 パラオ
 パナマ
 パラグアイ
 ペルー
 フィリピン
 ポーランド
 ポルトガル
 韓国
 ルーマニア
 セントクリストファー・ネイビス
 セントルシア
 セントビンセント・グレナディーン
 サンマリノ
 サントメ・プリンシペ
 セルビア
 シンガポール
 スロバキア
 スロベニア
 スペイン
 スリランカ
 スリナム
 スウェーデン
 スイス
 トンガ
 トリニダード・トバゴ
 イギリス
 アメリカ合衆国
 ウルグアイ
 バヌアツ

#### 棄権
アルジェリア
 ベナン
 インドネシア
 ラオス
 ナミビア
 パプアニューギニア
 ルワンダ
 タイ
 トーゴ
 トルコ

## 反応
草案に先立ち、多数のテクノロジー企業を代表するサイバーセキュリティ・テック・アコードは、国連に対し、異議と勧告をまとめた書簡を提出し、その後、12の人権団体と共に公開書簡を発表し、「最終草案に盛り込まれた深刻かつ広範な懸念に対処するための大幅な変更がない限り、この条約を採択または批准しないよう各国政府に強く求める」と訴えた。
ヒューマン・ライツ・ウォッチはこの条約について、人権の保護が不十分であり、世界中のジャーナリストへの弾圧の手段となるとして各国に署名・批准しないように求めた。
電子フロンティア財団は、この条約の第24条が監視権限の濫用に繋がる恐れがあるとして問題視している。
デジタル権利団体アクセス・ナウは、この条約は「人権について口先だけで言っているが、実際の効果は欠如している」と述べた。また、「権威主義体制を勢いづかせており、国内外におけるデジタル弾圧を表面上の正当性で正当化している」と指摘した。
Cross‑Border Data Forum（CDBF）は、この条約の第5条（他国の主権的管轄区域内での捜査・捜索・データアクセスを制限する条項）が、「司法的主権」を強調し、他国領域内での管轄行為を明確に禁止しており、この「象徴的」な規定が、多国間協力を妨げる恐れがあると指摘している。